# McCLAIN (groupe)
Pour les articles homonymes, voir McClain.
Les McCLAIN forment un groupe de musique pop américaine, formé à Los Angeles en 2011.
Il est composé de China Anne McClain, Sierra McClain et Lauryn McClain.

## Carrière

### 2005–13: début et changement de nom
Sierra Aylina McClain, Lauryn Alisa McClain et China Anne McClain ont grandi en regardant des films Walt Disney Pictures tels que Pocahontas.
En 2004 les sœurs commencent à s'intéresser à la musique quand elles regardent leur père écrire et produire des chansons. Peu de temps après, les filles commencent à écrire, chorégraphier et danser des chansons. En 2005, les sœurs ont été découvertes comme actrice par le dirigeant musical qui les a entendu chanter, Rob Hardy et qui a encouragé China a auditionné pour son film "The Gospel" aux côtés de Boris Kodjoe et Idris Elba. China joue le rôle d'Alexis et ses sœurs jouent les seconds rôles.
Comme groupe, elles ont participé à la bande originale de Section Genius en chantant  deux chansons puis une chanson pour Disneynature's Chimpanzee appelée « Rise » et une chanson pour La Fee Clochette et le secret des fées  appelée « The Great Divide ». Elles ont participé à  Section Genius  dans la l'épidode 16 de la saison 2.

### 2013–présent: premier album
Le 6 décembre 2013, McClain Sisters ont annoncé leur nouveau single "He Loves Me" La vidéo lyric officiel pour la chanson est sortie sur leur page le 14 décembre 2013. La chanson fut disponible sur leur page Soundcloud, le 21 décembre et sortit seulement le 20 février 2014.

## Membres

### Sierra McClain

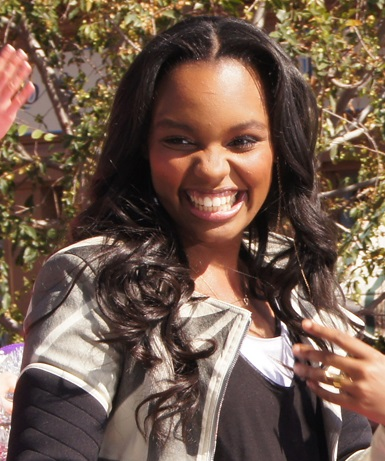
Sierra en 2011.

Sierra Aylina McClain est née le 16 mars 1994 . Elle est l’aînée de la famille. Elle est née à Decatur dans l'État de Géorgie aux États-Unis. Elle rejoint la distribution récurrente de la série Empire lors de la troisième saison dans le rôle de Nessa, une jeune artiste et protégée de Shyne qui est son grand frère. (Xzibit).

### Lauryn McClain

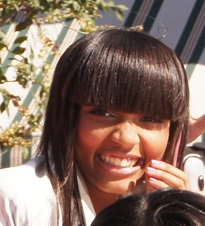
Lauryn en 2011.

Lauryn Alisa McClain est née le 9 janvier 1997  à Atlanta en Géorgie

### China McClain
China Anne McClain est née le 25 août 1998 . Elle est principalement connue pour des petits rôles dans des séries de Disney Channel et pour le rôle principal de Chyna Parks dans Section Genius, ainsi que pour sa figuration dans le film Daddy's Little Girls au côté de ses deux grandes sœurs Lauryn et Sierra. Elle est aussi connue pour son rôle de Uma dans le film de Disney channel Descendants 2.

## Discographie

### Singles
| "Go"                                                                                     | 2012 | — | NC |
| "He Loves Me"                                                                            | 2014 | — | NC |
| "The Holiday Song "                                                                      | 2014 | — | NC |
| "—" Signifie que l'album n'est pas sorti dans ce pays ou qu'il a échoué dans les charts. |      |   |    |

### Single promotionnel
| Chanson                            | Année | Album                                       |
| ---------------------------------- | ----- | ------------------------------------------- |
| "Silly Games" (featuring Tiff Mic) | 2005  | NC                                          |
| "Daddy's Girl"                     | 2008  | NC                                          |
| "Rise"                             | 2012  | NC                                          |
| "The Great Divide"                 | 2012  | Disney Fairies: Faith, Trust And Pixie Dust |

### Autres Apparences
| Chanson              | Année | Album                           |
| -------------------- | ----- | ------------------------------- |
| "Perfect Mistake"    | 2011  | A.N.T. Farm                     |
| "Electronic Apology" | 2011  | A.N.T. Farm                     |
| "Jingle Bell Rock"   | 2012  | Disney Channel Holiday Playlist |
| "Sharp As a Razor"   | 2013  | Shake It Up: I <3 Dance         |

### Clips Musicaux
| Chanson            | Année | Directeur   |
| ------------------ | ----- | ----------- |
| "Rise"             | 2012  | Mark Albert |
| "The Great Divide" | 2012  | NC          |

## Compilation
- 2012 : Disney Channel Holiday Playlist

## Bande originale
- 2011 : A.N.T. Farm
- 2012 : Disney Fairies: Faith, Trust And Pixie Dust
- 2013 : Shake It Up: I Love Dance

## Filmographie
| Année       | Titre                             | Sierra       | Lauryn                      | China                       | Note                 |
| ----------- | --------------------------------- | ------------ | --------------------------- | --------------------------- | -------------------- |
| 2005        | The Gospel                        | Sue          | Anne                        | Alexis                      | Film                 |
| 2007        | Daddy's Little Girls              | Sierra James | Lauryn James                | China James                 | Film                 |
| 2007        | House of Payne                    | Jasmine      | NC                          | Jazmine Payne               | Série télévisée      |
| 2009        | Le Psy d'Hollywood                | Carina       | NC                          | NC                          | Film                 |
| 2012        | Section Genius                    | Sierra       | Lauryn                      | Chyna Parks                 | Série télévisée      |
| depuis 2015 | Descendants : Génération méchants | NC           | Freddie Facilier (saison 2) | Freddie Facilier (saison 1) | Série télévisée Voix |
| 2016        | Empire                            | Nessa        | NC                          | NC                          | Série télévisée      |
| 2017        | Descendants 2                     | NC           | NC                          | Uma                         | Téléfilm             |

## Tournée
- 2012 - Better with U Tour (Première partie)